# Sergio Meza Sánchez
Sergio Meza Sánchez (Corrientes, 8 de enero de 1983) es un exfutbolista argentino, surgido de las divisiones menores del club Vélez Sarsfield, pasa a préstamo a Atlanta donde debuta como profesional. Se desempeñó como volante central. Es considerado además como un ídolo en el club Almirante Brown, en el que jugó entre los años 2011 y 2016, y en el Club El Porvenir, en donde jugó su último lustro.

## Trayectoria
Tenía 7 años cuando sus padres decidieron emigrar a la gran ciudad en busca de mejores alternativas de trabajo. "Checho" comenzó a demostrar su potencial en Club Social Lynch en San Martín; convirtiéndose en el goleador histórico en el Baby Fútbol. En 2003 llegaría a las inferiores de Vélez Sarsfield pero no llegó a debutar. Luego llegó el turno de Club Atlético Atlanta donde debutó como profesional. Después pasaría a Almirante Brown donde obtuvo el ascenso a la B Nacional. El Club Atlético Huracán puso sus ojos en él, debutó en el "globo" el 17 de agosto de 2008 contra Racing Club; Pero al no tener la contunuidad esperada, decidió irse. Llegaría más tarde a Quilmes donde lograría el ascenso a la Primera División Argentina.

## Clubes
| Club             | País      | Año         |
| ---------------- | --------- | ----------- |
| Vélez            | Argentina | 2003 - 2008 |
| Atlanta          | Argentina | 2004 - 2006 |
| Almirante Brown  | Argentina | 2006 - 2008 |
| Huracán          | Argentina | 2008 - 2009 |
| Quilmes          | Argentina | 2009 - 2010 |
| Ferro            | Argentina | 2010 - 2011 |
| Almirante Brown  | Argentina | 2011 - 2016 |
| Club El Porvenir | Argentina | 2016 - 2021 |